# Kiściec nepalski
Kiściec nepalski (Lophura leucomelanos) – gatunek dużego ptaka z rodziny kurowatych (Phasianidae). Występuje w Himalajach i na części Półwyspu Indochińskiego. Nie jest zagrożony wyginięciem.

## Taksonomia
Po raz pierwszy gatunek opisał John Latham w 1790. Holotyp pochodził z Indii. Nowemu gatunkowi nadał nazwę Phasianus leucomelanos. Obecnie (2018) Międzynarodowy Komitet Ornitologiczny umieszcza kiśćca nepalskiego w rodzaju Lophura. Wyróżnia 9 podgatunków, podobnie jak autorzy Handbook of the Birds of the World. Najprawdopodobniej kiśćce nepalskie krzyżują się ze srebrzystymi (L. nycthemera) na terenach na wschód od rzeki Irawadi. Dwa podgatunki, kiściec białosterny (L. l. lineata) i L. l. crawfurdii były niegdyś uznawane za podgatunki kiśćca srebrzystego. Ptaki podgatunku L. l. moffitti na wolności stwierdzono raz, podgatunek opisał w 1938 japoński ornitolog Masauji Hachisuka na podstawie okazu przetrzymywanego w niewoli w Kalifornii.

## Podgatunki i zasięg występowania
IOC wyróżnia następujące podgatunki:
- L. l. hamiltonii (Gray, JE, 1829) – zachodnie Himalaje od północnego Pakistanu (dokładniej okolic Indusu) na wschód po zachodni Nepal
- kiściec nepalski[7] (L. l. leucomelanos (Latham, 1790)) – centralny i wschodnio-centralny Nepal
- L. l. melanota (Hutton, T, 1848) – skrajnie wschodnia część Nepalu (dolina Mai), północne Indie (Sikkim) i zachodni Bhutan (na wschód po rzekę Sankosz)
- L. l. moffitti (Hachisuka, 1938) – na wolności stwierdzony raz w centralnym Bhutanie; podgatunek znany z niewoli
- kiściec łuskowany[7] (L. l. lathami (Gray, JE, 1829)) – wschodni Bhutan i wschodni Bangladesz na wschód po północno-wschodnie Indie (Asam, Arunachal Pradesh), południowe Chiny (skrajnie południowo-wschodnia część Tybetu i północno-zachodni Junnan), północna Mjanma (najpewniej na wschód po Irawadi)
- L. l. williamsi (Oates, 1898) – zachodnia Mjanma, być może i północno-wschodnie Indie (wschodni stan Manipur)
- L. l. oatesi (Ogilvie-Grant, 1893) – Góry Arakańskie w zachodniej Mjanmie
- kiściec białosterny[7] (L. l. lineata (Vigors, 1831)) – południowa Mjanma (na wschód od Irawadi) na południe po zachodnią Tajlandię
- L. l. crawfurdii (Gray, JE, 1829) – południowo-wschodnia Mjanma (Taninthayi) i część Tajlandii leżąca na półwyspie

Ptaki podgatunku L. l. leucomelanos introdukowano na Hawaje w 1962 jako zwierzynę łowną. Wprowadzone zostały na Puʻu Waʻawaʻa Ranch na Hawaiʻi, głównej wyspie Hawajów, i po 14 latach zajęły większość terenów leśnych na wyspie, poszerzając zasięg średnio o 8 km na rok. Przed rokiem 2003 lub w 2003 wprowadzono kiśćce nepalskie również na Oʻahu.

## Morfologia
Długość ciała samca wynosi 63–74 cm (na ogon przypada 21–35 cm), samicy – 50–60 cm (z czego 19–23,5 cm stanowi ogon); masa ciała: 564–1025 g. Opis dotyczy ptaków podgatunku nominatywnego. Dookoła oka występuje naga czerwona skóra. Tęczówka pomarańczowobrązowa. Nogi mają barwę od szarych po fioletowobrązową. Występuje dymorfizm płciowy w upierzeniu. U ptaków obu płci obecny jest luźny czub i długi ogon, u samca ze środkowymi sterówkami szerszymi i dłuższymi, zwężającymi się ku końcowi. U samca czoło, ciemię, gardło, szyja i wierzch ciała mają niebiesko-czarną, połyskliwą barwę, pióra na tych obszarach wyróżniają się słabo widoczną białą stosiną. Niższa część grzbietu, kuper i pokrywy podogonowe wyróżniają się szerokimi białymi końcówkami. Skrzydła i ogon czarnobrązowe z zielono-niebieską opalizacją. Spód ciała czarny, matowy. Lancetowate w kształcie pióra na piersi i bokach mają białe krawędzie. Samce uzyskują szatę dorosłą po roku życia. U samicy większość upierzenia jest jednolicie matowobrązowa, ozdobiona drobnymi czarnymi prążkami. Ogon ciemnobrązowy z jaśniejszą środkową parą sterówek, którą dodatkowo pokrywa czarno-płowe prążkowanie. Osobniki młodociane podobne są do samic, jednak pióra na spodzie ciała zwieńczone są białymi plamkami, zaś te na wierzchu ciała mają ciemny pasek przed końcem i płowe krawędzie.

## Ekologia i zachowanie
Środowiska życia kiśćców nepalskich są różnorodne, od wtórnej roślinności i porzuconych upraw po lasy każdego rodzaju (z udziałem damarzyków mocnych, dębów, świerków i różaneczników oraz innych drzew wiecznie zielonych lub zrzucających liście) z gęstym podszytem. Kiśćce nepalskie odnotowywano od 5 m n.p.m. w Bangladeszu po 3700 m n.p.m. w Nepalu. Żerują nad ranem lub późnym popołudniem, zbierając pokarm z ziemi, wygrzebując go lub wykopując. Są wszystkożerne, jedzą zarówno nasiona, jak i owoce, bezkręgowce i niewielkie kręgowce. Na Hawajach przyczyniają się do rozprzestrzeniania męczennicy miękkiej (Passiflora mollissima) i jeżyn (Rubus). Odpoczywają grupowo na drzewach do około 15 m nad ziemią.

### Lęgi
Nie jest pewne, jaki system kojarzenia występuje u kiśćców nepalskich. Różna liczba samic obserwowana przy samcach sugeruje, że występuje zarówno monogamia, jak i poligamia. Gniazdo ma formę wygrzebanego w ziemi zagłębienia osłoniętego roślinnością, zwykle mieści się blisko wody. Zniesienie przeważnie liczy 6–9 jaj. Inkubacja trwa 20–22 dni, im chłodniejszy region życia kiśćca, tym dłużej. Wysiaduje jedynie samica.

## Status i ochrona
IUCN uznaje kiśćca nepalskiego za gatunek najmniejszej troski (LC, Least Concern) nieprzerwanie od 1988 (stan w 2018). BirdLife International ocenia trend populacji jako spadkowy. W Chinach w 2015 w lokalnej Czerwonej Księdze gatunek widniał jako bliski zagrożenia (NT,  Near Threatened).